# Sayragul Sauytbay
Sayragul Sauytbay (ca. 1977) és una metgessa xinesa, directora d'escola i alertadora dels xinesos kazakhs. Va deixar la Xina il·legalment i després va denunciar als mitjans els campaments de reeducació de Xinjiang. Suècia li va oferir asil polític després que el Kazakhstan s’hi negués. Va ser escollida Dona Internacional Coratge el març de 2020.

## Biografia
Sauytbay va néixer vora el 1977 a la prefectura autònoma d'Ili Kazakh. Té la nacionalitat xinesa i d'ètnia kazakh i es va convertir en una empleada de l'estat xinès.
Es va casar amb Uali Islam i van tenir un fill i una filla.

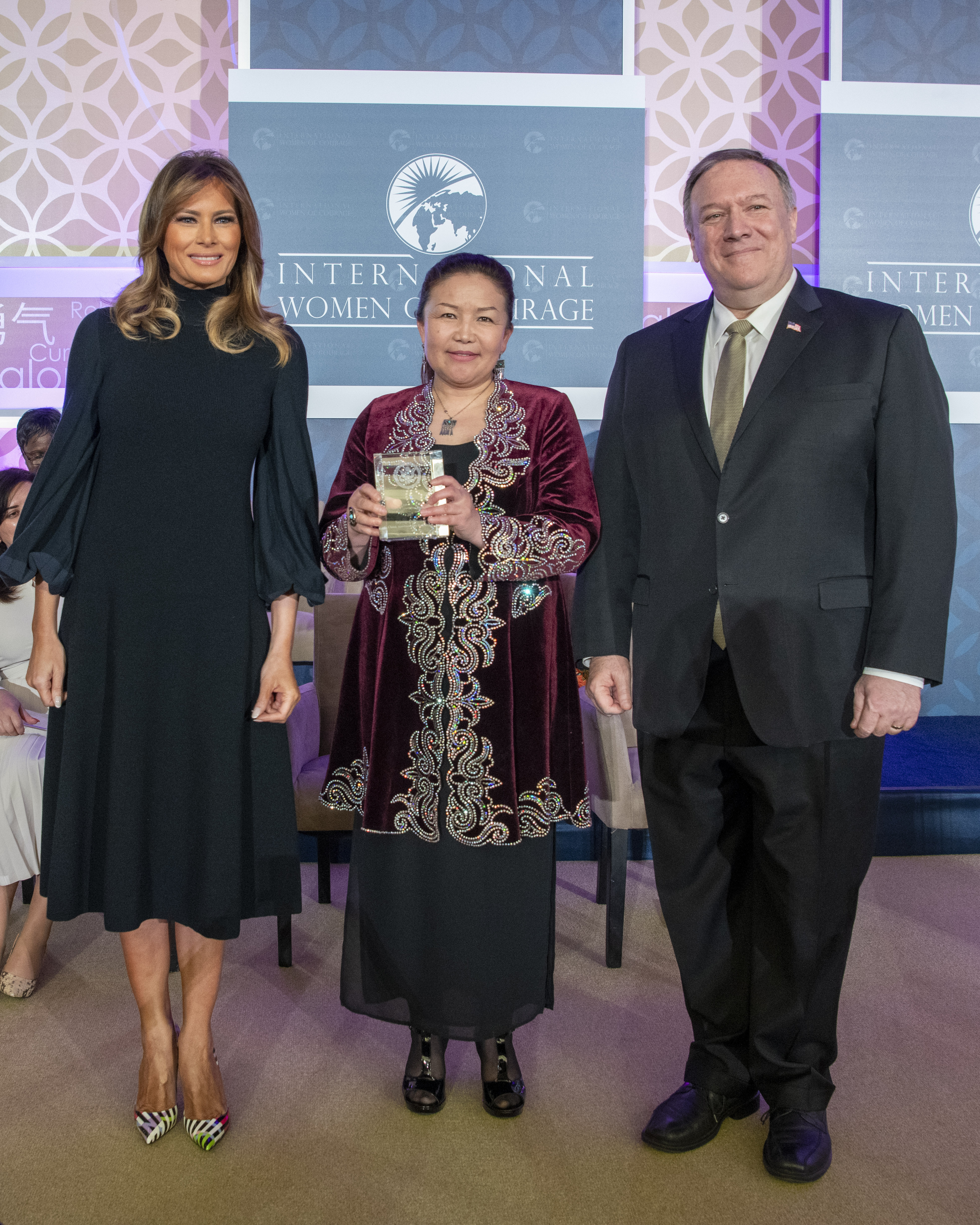
Mike Pompeo atorga el Premi Internacional Dona Coratge a Sayragul Sauytbay (amb Melania Trump a l'esquerra)

El 13 de juliol de 2018, Sauytbay va comparèixer en un jutjat de la ciutat kazakh de Zharkent acusada de travessar la frontera il·legalment des de la Xina. Durant el judici, va denunciar el seu treball forçat en un camp de reeducació per a 2.500 kazakhs. El seu advocat creia que si l'extraditaven a la Xina, s'enfrontaria a la pena de mort per exposar l'existència de camps de reeducació al tribunal kazakh. El seu testimoni sobre els campaments es va convertir en el focus del cas judicial al Kazakhstan, que també està posant a prova els vincles del país amb Pequín.
L'1 d'agost de 2018 Sauytbay va ser posada en llibertat amb una sentència que suspenia la pena durant sis mesos i l'obligava a presentar-se regularment a la policia. Ella i els observadors del judici es van mostrar satisfets pel fet de no haver estat deportada immediatament. Va sol·licitar asil a Kazakhstan per evitar ser deportada a la Xina.
Sauytbay va decidir callar, ja que estava preocupada pel fet que el Kazakhstan cedís a la pressió diplomàtica i hagués de tornar a la Xina, tot i que el seu marit i els seus fills gaudissin de la nacionalitat kazakh. El Kazakhstan es va negar a concedir-li asil. El 2 de juny de 2019 va volar a Suècia, on se li va donar asil polític després de la intercessió de les Nacions Unides.
El 4 de març de 2020 va ser rebre el Premi Internacional Dona Coratge, atorgat pel secretari d'Estat dels Estats Units. Al cap de pocs dies, les autoritats xineses van declarar que la buscaven per frau de préstecs i creuar il·legalment la frontera.